# 卡齐米日·萨巴特
卡齐米日·萨巴特（波蘭語：Kazimierz Sabbat，1913年2月27日—1989年7月19日），是波兰流亡政府时期的政治家，萨巴特在1976年至1986年间曾出任总理。之后他于1986年4月成为流亡政府的第5任总统，直到3年后病逝于任内。